# Ordet
Ordet（日语：株式会社Ordet (オース)），是位於日本東京都杉並區的一間小型動畫工作室，2007年8月成立。公司名稱取自已故丹麥電影導演卡爾·西奧多·德萊葉執導的1955年電影《諾言》。

## 概要
Ordet起初以分包商的性質營運。2007年8月，由京都動畫數位映像開發室在籍擔任導演一職的山本寬從子公司Animation Do退出並將電視動畫《幸運☆星》製作完成之後，與社內的數名社員（含演出家一職的吉岡忍、動畫師門脇聰），共同創立Ordet，成立時營運資金為3百萬日圓。未搬遷至現有辦工室前，製作室設於A-1 Pictures附近。
成立之後立即向總承包商HAL FILM MAKER的《Sketch book 〜full color's〜》的分工製作。2008年才與A-1 Pictures合作首次參與製作熱門電視動畫，並由山本寬擔任《神薙》的導演。2010年才首次獨力制作單集動畫《BLACK★ROCK SHOOTER》。
2011年8月，Ordet與3DCG製作公司三次元、專門執行平面動畫製作的TRIGGER及LIDENFILMS共同組成 Ultra Super Pictures 公司。
2012年，Ordet動畫部旗下所有動畫師移籍LIDENFILMS。
2016年，Ordet創立人山本寬辭任董事身份，由松浦裕曉接任。

## 作品列表

### 獨立製作

#### 電視動畫
| 年份   | 中文名稱           | 日文名稱        | 播出時間                        | 導演   | 原作類別 | 備註                       |
| ------ | ------------------ | --------------- | ------------------------------- | ------ | -------- | -------------------------- |
| 2012年 | BLACK★ROCK SHOOTER |                 | 2月－3月                        | 吉岡忍 | 原創     | 與三次元共同製作。         |
| 2013年 | 戰勇。             |                 | 第1期：1月－4月 第2期：7月－9月 | 山本寬 | 漫畫     | 與LIDENFILMS共同製作。     |
| 2014年 | Wake Up, Girls!    | Wake Up, Girls! | 1月－3月                        | 山本寬 | 原創     | 與龍之子製作公司共同製作。 |

#### OVA
| 年份   | 中文名稱                           | 日文名稱 | 發行時間 | 導演   | 原作類別 | 備註 |
| ------ | ---------------------------------- | -------- | -------- | ------ | -------- | ---- |
| 2009年 | BLACK★ROCK SHOOTER -PILOT Edition- |          | 9月30日  | 吉岡忍 | 原創     | -    |
| 2013年 | Wake Up, Girls! 相逢的記錄         |          | 12月29日 | 山本寬 | 原創     | -    |

#### 電影動畫
| 中文名稱                                             | 日文名稱 | 上映年份   | 導演   | 原作類別 | 備註                       |
| ---------------------------------------------------- | -------- | ---------- | ------ | -------- | -------------------------- |
| Wake Up, Girls! 七位偶像                             |          | 2014年1月  | 山本寬 | 原創     | 與龍之子製作公司共同製作。 |
| Wake Up, Girls! 續・劇場版 前篇「青春之影」          |          | 2015年9月  | 山本寬 | 原創     | 與Millepensee共同製作。    |
| Wake Up, Girls! 續・劇場版 後篇「Beyond the Bottom」 |          | 2015年12月 | 山本寬 | 原創     | 與Millepensee共同製作。    |

#### 網絡動畫
- Blossom（2012年）
- 宫河家的空腹（宮河家の空腹）（與ENCOURAGE FILMS共同製作，2013年）
- Passepied - Tokyo City Underground（MV製作，2014年）
- ぇいくあっぷがーるZOO!（與Studio Moriken共同製作，2014年）

#### 短篇動畫
- Bloosom（自家企劃製作作品，2012年）

#### 廣告
- 武士道 系列廣告 花見篇（2012年）
- （動畫部分，宣傳動畫製作，2014年）

### 參與製作

#### 電視動畫
- Sketch book 〜full color's〜（スケッチブック 〜full color's〜） （總承包商：HAL FILM MAKER，各話協力製作，2007年）
- 灼眼的夏娜II（灼眼のシャナII）（總承包商：J.C.STAFF，片頭動畫2（第17話～第24話）協力製作，2007－2008年）
- 神薙（總承包商：A-1 Pictures，企劃製作協力，2008年－2009年）
- 鋼鐵新娘（ケメコデラックス!）（總承包商：HAL FILM MAKER，各話協力製作，2008年）
- 碎之星（フラクタル）（總承包商：A-1 Pictures，企劃製作協力，2011年）
- 偶像大師（THE IDOLM@STER）（總承包商：A-1 Pictures，各話協力製作，2011年）
- WORKING'!!（總承包商：A-1 Pictures，各話協力製作，2011年）
- 坂道上的阿波羅（坂道のアポロン）（總承包商：MAPPA、手塚製作公司，各話協力製作，2012年）
- 超譯百人一首戀歌（超訳百人一首 うた恋い。）（總承包商：TYO Animations，各話協力製作，2012年）
- 白色相簿2（WHITE ALBUM2）（總承包商：SATELIGHT，各話協力製作，2013年）

#### OVA
- 撲殺天使朵庫蘿（撲殺天使ドクロちゃん）（總承包商：HAL FILM MAKER，各話協力製作，2007年）

#### 特典動畫
- 我的801女友R（日语：となりの801ちゃん#となりの801ちゃんR）（總承包商：A-1 Pictures，企劃製作協力、包含片頭，隨著2009年9月10日發行的漫畫單行本附贈）

#### 廣告
- 網頁遊戲 羅德斯島戰記-傳說的繼承者-（ロードス島戦記 -伝説の継承者-）（總承包商：GameOn（日语：ゲームオン），遊戲宣傳動畫，2012年）

## 腳註
1. ↑  龍之子製作公司改成以製作委員會方式參加。

## 主要相關人員
- 山本寬 (監督・演出・分鏡)
- 吉岡忍 (監督・演出・分鏡)
- 門脇聰 (作畫監督)
- 松尾祐輔 (作畫監督)
- 近岡直 (作畫監督)
- 袈裟丸絵美 (美術監督)
- 山崎雄太 (演出・分鏡)

## 相關項目
- 日本動畫工作室列表

## 外部連結
- 旧公式サイト （页面存档备份，存于）（日語）
- 公式サイト （页面存档备份，存于）[]（日語）
- ウルトラスーパーピクチャーズ公式サイト内のページ （页面存档备份，存于）（日語）
- 公式ネットショップ （页面存档备份，存于）（日語）
- 株式会社Ordet的Facebook專頁（日語）
- 公式ツイッター的X（前Twitter）（日語）